# Sugao Kambe
Sugao Kambe (神戸 清雄, Kambe Sugao, Shizuoka, 2 augustus 1961) is een Japans voormalig voetballer.

## Clubcarrière
In 1980 ging Kambe naar de Waseda-universiteit, waar hij in het schoolteam voetbalde. Nadat hij in 1984 afstudeerde, ging Kambe spelen voor Honda FC. In 6 jaar speelde hij er 60 competitiewedstrijden. Kambe beëindigde zijn spelersloopbaan in 1990.

## Zaalvoetbal
Hij nam met het Japans zaalvoetbalelftal deel aan de Wereldkampioenschap zaalvoetbal 1989 in Nederland.